# Baloncesto de North Carolina Tar Heels (masculino)
El programa de baloncesto North Carolina Tar Heels es un equipo de baloncesto universitario masuculino de la Universidad de Carolina del Norte en Chapel Hill . Los Tar Heels han ganado seis campeonatos de la NCAA ( 1957, 1982, 1993, 2005, 2009 y 2017 ) además de un título de la Helms Athletic Foundation de 1924. Carolina del Norte ha ganado un récord de 133 partidos en torneos de la NCAA mientras avanza al "Sweet Sixteen" 31 veces (desde 1975), un récord de 21 "Final Fours" y 12 juegos por el título . Es la única escuela que tiene una racha activa de llegar al juego del Campeonato Nacional durante 9 décadas consecutivas y a menos dos Final Four durante seis décadas consecutivas a la vez promedia más victorias por cada año. 
Los seis campeonatos nacionales de UNC ocupan el tercer lugar con mayor cantidad de todos los tiempos, detrás de UCLA (11) y Kentucky (8). El programa ha producido muchos jugadores notables que jugaron en la NBA y en el mundo baloncesto, incluidos cuatro de los 74 mejores jugadores de todo tiempos de ESPN: Michael Jordan, James Worthy, Vince Carter y Bob McAdoo.  Muchos jugadores y entrenadores asistentes de Tar Heel se han convertido en entrenadores primerios en otros lugares. 
Desde la primera temporada de los Tar Heels en 1910-11 hasta el inicio de la temporada 2021-22, el programa ha acumulado un porcentaje de victorias de todos los tiempos de .735 (el segundo más alta de todos los tiempos), ha ganado 2294 juegos y perdiendo 829 juegos en 111. -más temporadas.     El 2 de marzo de 2010, Carolina del Norte se convirtió en el segundo programa de baloncesto universitario en alcanzar las 2000 victorias en su historia. Los Tar Heels tienen el tercer lugar de todos los tiempos en victorias. Los Tar Heels son uno de los cuatro programas de baloncesto masculino de la División I que han logrado 2.000 victorias.
Los Tar Heels ha jugado en 182 partdos del torneo nacional NCAA. También, ha aparecido en el partido final 12 veces. Los Tar Heels ha sido en el grupo primero 18 veces del torneo NCAA, lo más de cualquier equipo. 

## Historia del equipo

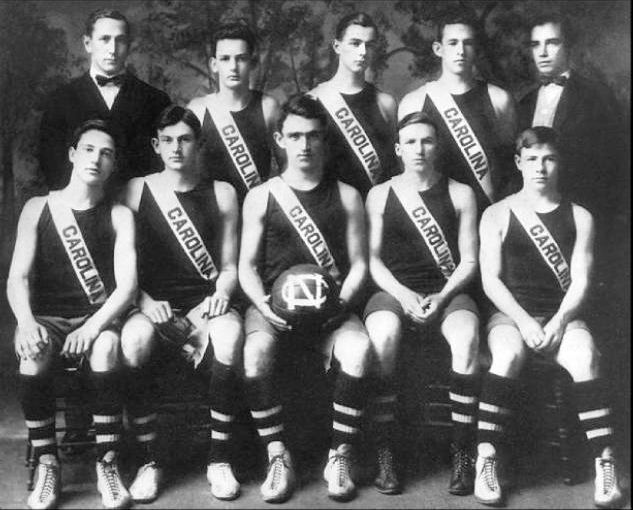
Nathan Cartmell y el equipo de 1910-11.

### Primeros años (1910-1953)
Carolina del Norte jugó su primer partido el 27 de enero de 1911, venciendo a Virginia Christian 42-21 en Bynum Gymnasium, el hogar del equipo de 1911 a 1923.  El primer entrenador del equipo fue Nat Cartmell. Cartmell fue despedido después de 1913-14 . Sería reemplazado por Charles Doak . 
En la temporada 1914-15, la UNC se unió a la SAIAA y compitió en la conferencia durante la temporada 1920-21.  El equipo de 1917-18 obtuvo marca de 9-3 (7-0 en casa) para terminar tercero en la SAIAA. 

### Años de SoCon
En 1921, la escuela unió a la Conferencia Sur .  En total, los Tar Heels jugaron 32 temporadas en la Conferencia Sur desde 1921 hasta 1953.  Los Tar Heels ganaron el título de la temporada regular de la Conferencia Sur 9 veces y el torneo de la Conferencia Sur 8 veces.

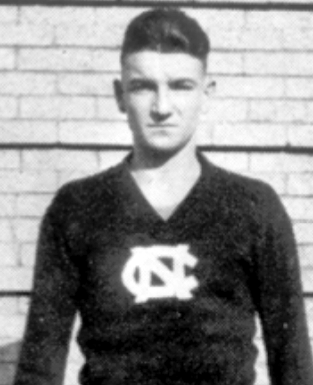
Cartwright Carmichael, un jugador por los Tar Heels.

En 1924, los Tar Heels se mudaron al "Tin Can" para los partidos en casa. De 1924 a 1938, la UNC tendría marca de 130-20 (porcentaje de victorias de .867) en el Tin Can.                
El 29 de febrero de 1924, la UNC venció a Kentucky (41-20) en el primer juego de la rivalidad entre Kentucky y los Tar Heels. El equipo de Tar Heels de 1923-24 obtuvo 26-0 y recibió un campeonato nacional de la Helms Athletic Foundation en 1943 y más tarde de Premo-Porretta Power Poll .   En las primeras cinco temporadas de Carolina del Norte en el SoCon (de 1921–22 a 1925–26 ), obtuvieron marca de 96–17, ganaron cuatro campeonatos de la temporada regular de la SoCon y cuatro campeonatos de torneos de la SoCon.  Su rápido estilo de juego les dio a estos equipos el mote de "Fantasmas Blancos".
Cartwright Carmichael fue el primer Tar Heel en que ganó los honores del primer equipo All-America en cualquier deporte en 1923, y fue seleccionado nuevamente en 1924. George Glamack hizo lo mismo otra vez en 1940 y 1941. También fue nombrado el Jugador del Año de la Fundación Helms. Tanto Cobb como Glamack se sienten honrados de que se retiren sus números. 

### Frank McGuire (1953-1961)

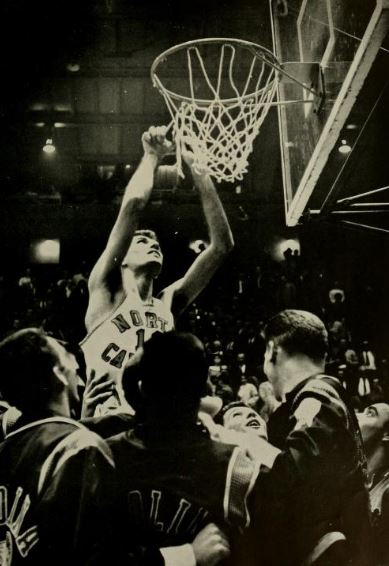
Lennie Rosenbluth corta el red después de ganar el título de 1957.

La era moderna del baloncesto por los Tar Heels comenzó en 1952, cuando Scott fue desquitado después de dos temporadas perdedoras consecutivas Los funcionarios escolares querían un entrenador de renombre para contrarrestar el ascenso del estado de Carolina del Norte bajo el caso Everett .
El 1 de diciembre de 1952, McGuire tuvo su primer partido con UNC con una victoria por 70-50 contra The Citadel .  En 1953, Carolina del Norte se separó de la Conferencia Sur y fue un miembro fundador de la Conferencia de la Costa Atlántica, el ACC .  El 12 de diciembre de 1953, la UNC venció a Carolina del Sur, 82–56, en su primer juego de la ACC. El 14 de diciembre de 1955, la UNC derrotó al entonces n.º 5 Alabama 99–77. Fue la primera derrota de la UNC sobre un oponente fuera de la conferencia clasificado entre los 10 primeros en una importante encuesta de medios. El 24 de febrero de 1956, Rosenbluth anotó 31 puntos en la victoria por 73-65 sobre Duke para hacerse con el primer título de temporada regular de la ACC de la UNC (compartido con NC State). La temporada siguiente, en 1956–57, Lennie Rosenbluth anotó 40 en la victoria de Tar Heel en Duke para terminar con un récord perfecto de 24-0 en la temporada regular (14-0 en ACC). En 1957, los Tar Heels ganaron su primer torneo ACC y su primer campeonato de la NCAA. El 23 de marzo de 1957, Carolina del Norte, número 1, venció a Wilt Chamberlain y el número 2, Kansas, 54-53, en tiempo extra tercer, cuando Carolina culminó una temporada perfecta de 32-0 como campeones nacionales. El juego por el título fue el único juego final con triple tiempo extra en todo el tiempo de baloncesto.

### Dean Smith (1961-1997)

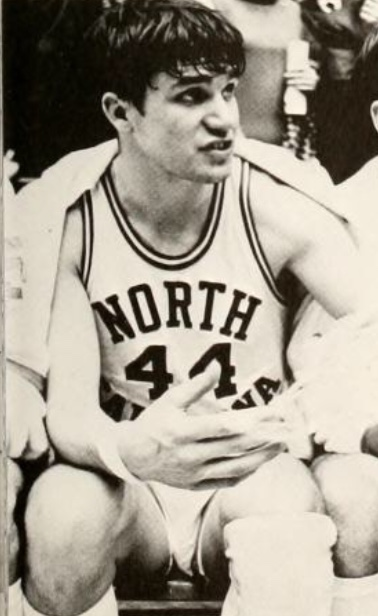
Larry Miller

El 2 de diciembre de 1961, Carolina venció a Virginia, 80–46, en el primer partido de Dean Smith como entrenador en jefe. Su primer equipo obtuvo sólo 8-9, la última temporada perdedora que la UNC sufriría durante 40 años.  El 13 de enero de 1964, el All-American Deakon Patrick anotó 40 y 28 rebotes en la victoria 97-88 sobre Maryland.  El 4 de diciembre de 1965, la UNC venció a William y Mary, 82–68, en el primer juego jugado en el nuevo hogar de la UNC, el Carmichael Auditorium. Los primeros cinco equipos de Smith nunca ganaron más de 16 juegos. Smith llevaría a los Tar Heels a un reinado de campeonatos y dominio nacional.  El 17 de marzo de 1967, Carolina del Norte venció a Princeton y logró la primera victoria de Dean Smith en un torneo de la NCAA. En 1968, Carolina apareció en su segunda Final Four consecutiva. El 23 de marzo de 1968 perdieron ante Lew Alcindor y UCLA por el título nacional. El 15 de marzo de 1969, el All-American Charlie Scott anotó el tiro en salto de la victoria cuando sonó el timbre para vencer a Davidson, 87–85, para llevar a Carolina del Norte a su tercera Final Four consecutiva. El 27 de marzo de 1971, el jugador Bill Chamberlain anotó 34 puntos cuando la UNC venció a Georgia Tech, 84–66, para ganar el NIT. El 18 de marzo de 1972, Carolina venció a Penn, 73–59, para avanzar a su cuarta Final Four en 6 años. El All-American Bob McAdoo anotó 24 puntos y 15 rebotes, pero fue eliminado por faltas con 13 minutos por jugar, cuando la UNC perdió ante Florida State en la semifinal nacional. UNC regresó al Final Four en 1981. UNC perdería en el juego de campeonato de la NCAA ante Indiana.

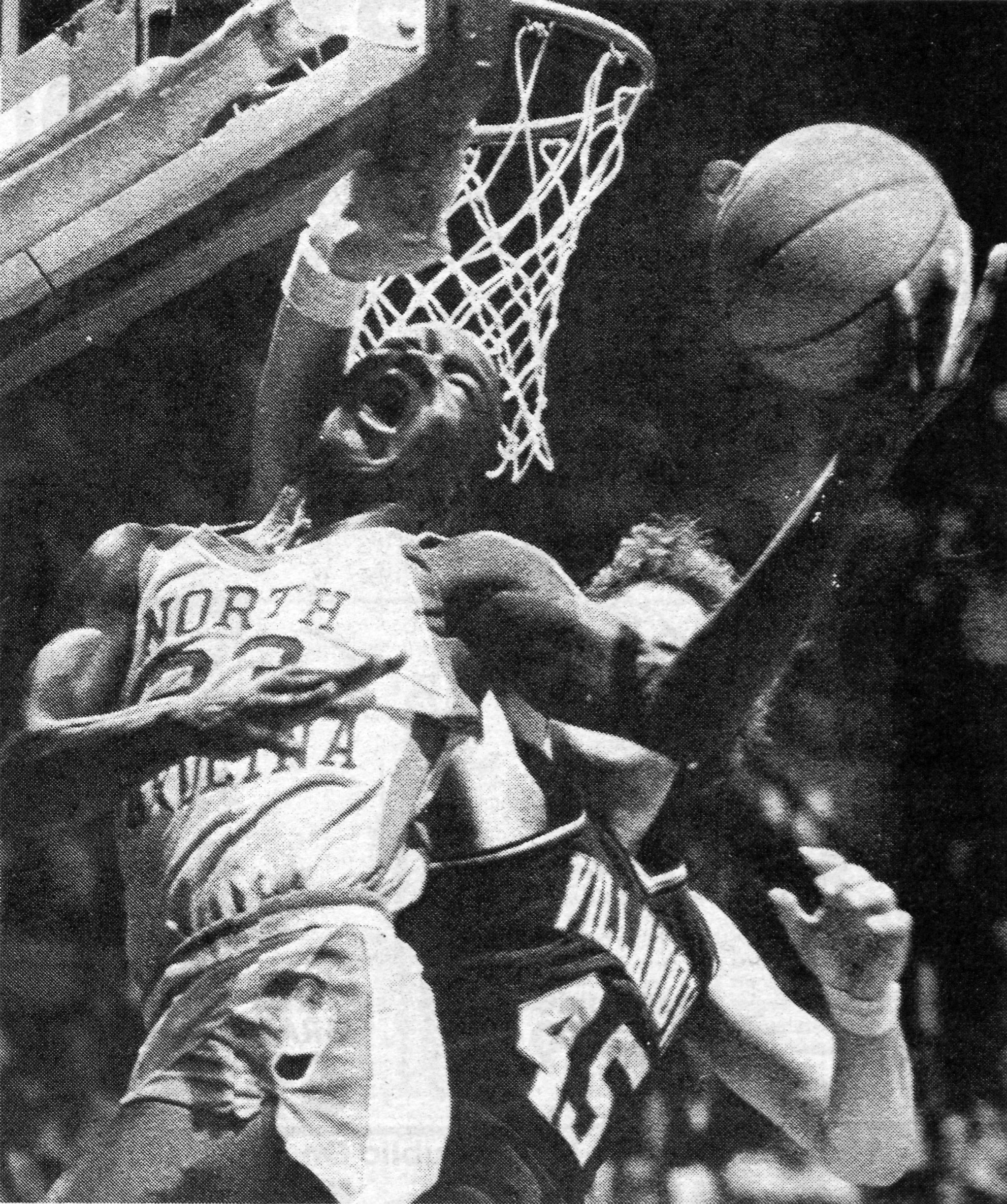
Michael Jordan contra los Villanova Wildcats, marzo de 1982.

### Bill Guthridge (1997-2000)
Smith se fue antes del inicio de la práctica de la temporada 1997-98. Fue sucedido por Bill Guthridge, quien había sido entrenador asistente en la escuela durante 30 años, los últimos 25 como asistente principal de Smith. Durante las tres temporadas de Guthridge como entrenador en jefe, registró un récord de 80-28.  Los Tar Heels devolvieron a la Final Four de la NCAA dos veces, en el torneo de 1998 y en el torneo de 2000. 

### Matt Doherty (2000-2003)
Guthridge se retiró en 2000 y Carolina del Norte recurrió a Matt Doherty, entrenador en jefe de Notre Dame y jugador del equipo campeón de 1982, para dirigir a los Tar Heels.  Doherty tuvo poco éxito mientras estuvo en Carolina del Norte. En su primera temporada, los Heels ocuparon el puesto número 1 en las encuestas en medio del calendario de la Conferencia de la Costa Atlántica y terminaron con un récord de 26–7. El fondo se vino abajo al año siguiente, cuando los Tar Heels terminaron la temporada con un récord de 8-20, la peor temporada en la historia de la escuela. Se perdieron por completo la postemporada por primera vez desde la temporada 1965-66 (incluido un récord de 27 apariciones consecutivas en el torneo de la NCAA) y terminaron con un récord perdedor por primera vez desde 1962 (el primer año de Dean Smith como entrenador).Terminaron 4-12 en el ACC, solo el segundo récord perdedor del ACC del programa.  
Después de traer una de las 5 mejores clases entrantes para la temporada 2002-2003, los Tar Heels comenzaron la temporada derrotando a uno de los 5 mejores equipos de Kansas y ganaron el NIT de pretemporada y regresaron al top 25. Los Tar Heels terminó la temporada 17-15, pero un récord de 6-10 en el ACC los mantuvo fuera del Torneo de la NCAA. Doherty llevó a los Tar Heels a la tercera ronda del NIT.

### Roy Williams (2003-2021)
Matt Doherty fue reemplazado como entrenador por Roy Williams . Williams había trabajado como asistente de Smith durante 11 años antes de un exitoso mandato de 15 años en Kansas, ganando 9 campeonatos de la temporada regular de conferencia y llevando a sus equipos Jayhawk a cuatro Final Fours.  Williams no pudo rechazar a su mentor por segunda vez, por lo que apenas dos semanas después de la renuncia de Doherty, Williams aceptó el puesto de Carolina. Williams fue el tercer entrenador de la UNC en seis años, la mayor rotación que había enfrentado el programa desde sus primeros años. Los dos anteriores, McGuire y Smith, habían cubierto un período de 45 años.
El 22 de noviembre de 2003, Carolina venció a Old Dominion, 90–64, en el primer partido de Roy Williams fue el entrenador en jefe. En la primera temporada de Williams, los Tar Heels terminaron 19-11 y fueron clasificados en una encuesta final de los medios por primera vez en tres años.  El año siguiente, el 4 de abril de 2005, los Tar Heels derrotaron a Illinois, 75–70, para ganar su cuarto título de la NCAA y el primero de Williams como entrenador en jefe.  Después de ganar el campeonato, Williams perdió a sus siete mejores anotadores, pero la temporada 2005-06 vio la llegada del estudiante de primer año Tyler Hansbrough y Williams fue nombrado Entrenador del Año. Los Tar Heels arrasaron con los títulos de la temporada regular y del torneo de la ACC en 2007 y 2008. Los Tar Heels perdió el próximo año contra Kansas, el programa anterior de Roy Williams. 

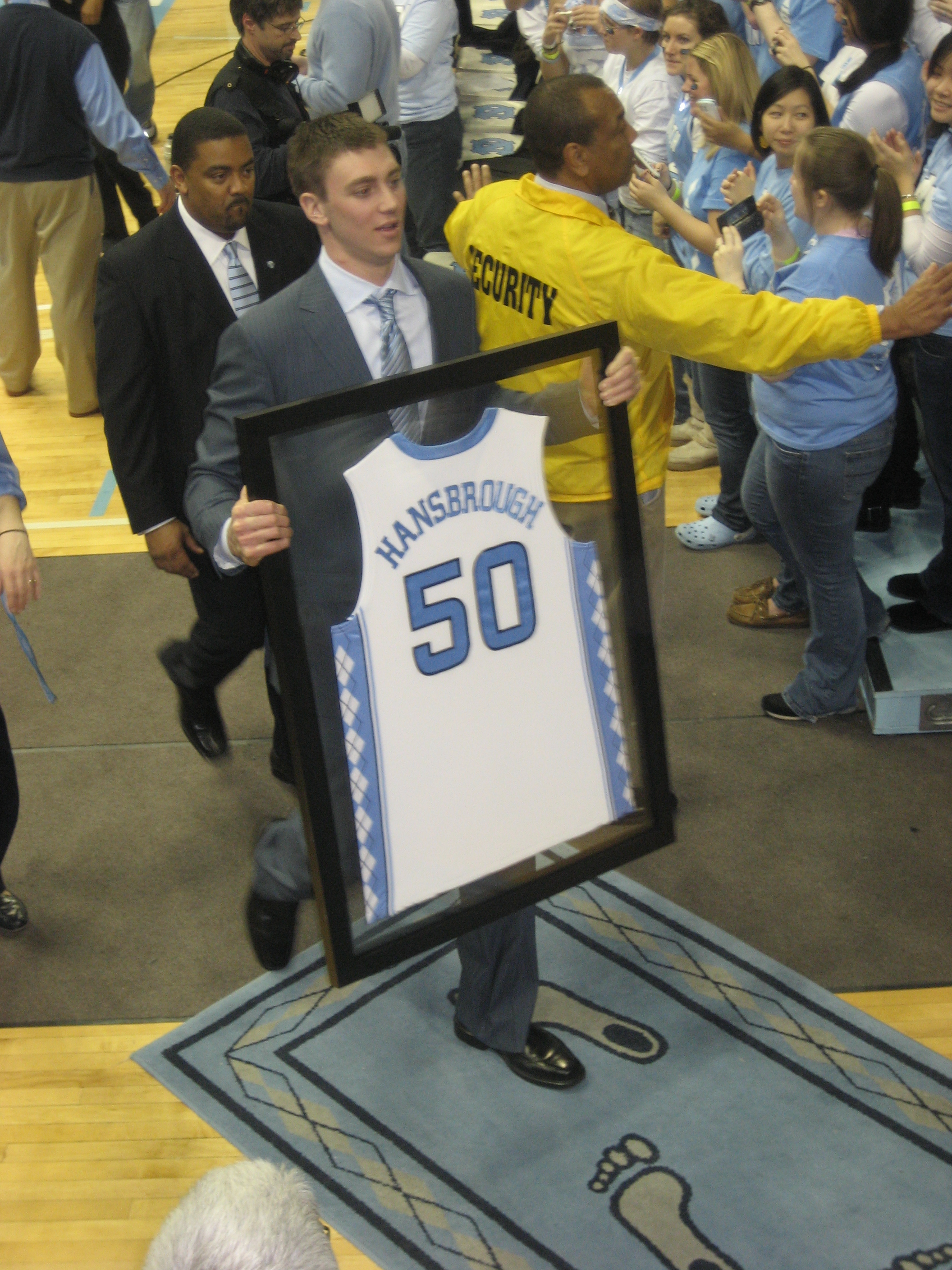
Tyler Hansbrough en 2009.

El 18 de diciembre de 2008, Tyler Hansbrough anotó el punto 2292 de su carrera, rompiendo el récord de puntuación de Phil Ford en la UNC. En la temporada 2008-09, los Tar Heels ganaron su quinto título de la NCAA al derrotar a Michigan State en el campeonato del torneo de baloncesto masculino de la NCAA de 2009 .  Wayne Ellington fue nombrado Jugador Más Destacado del torneo.

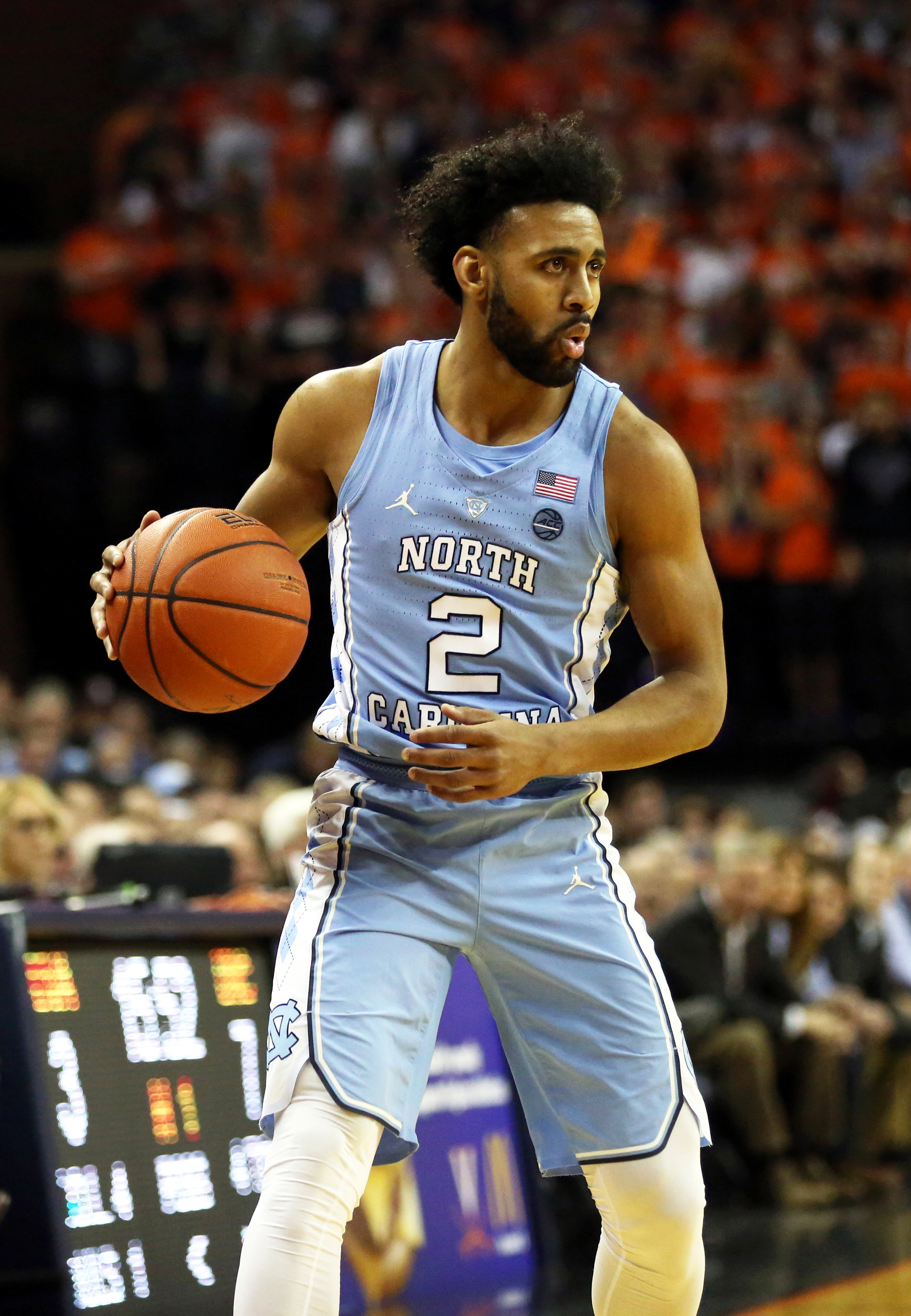
Joel Berry II

Los Tar Heels ocuparon el puesto número 6 en la encuesta de pretemporada de AP en el ano 2016, habiendo perdido a Paige y Johnson, pero reteniendo al Jugador más Valioso del Torneo ACC 2016, Joel Berry II, y también Kennedy Meeks e Isaiah Hicks . Después de las derrotas al principio de la temporada ante Indiana y Kentucky, los Tar Heels ganaron su título número 31 de la temporada regular de la ACC. A pesar de nunca ocupar el puesto número 1 en la encuesta AP y perder ante Duke en las semifinales del torneo ACC, los Heels obtuvieron el puesto número 1 en el torneo de la NCAA. El 26 de marzo de 2017, Luke Maye realizó un tiro en suspensión cuando quedaban 0,3 segundos para vencer al segundo favorito Kentucky, 75–73, para avanzar a la Final Four. El 3 de abril de 2017, Joel Berry II anotó 22 puntos cuando la UNC venció a Gonzaga, 71–65, para darle a Williams su tercer campeonato nacional y el final en su carrera. 
El 1 de abril de 2021, Roy Williams anunció su retiro como entrenador en jefe de los Tar Heels después de 48 años como entrenador y 33 años como entrenador en jefe colegiado, 18 de los cuales al frente de su alma mater.  Williams terminó su carrera como entrenador con 903 victorias, 485 de las cuales llegaron en Carolina, y tres campeonatos nacionales, todos como entrenador en jefe de Tar Heel. En el momento de su retiro, Williams ocupaba el tercer lugar de todos los tiempos en victorias de la División I de la NCAA. Williams es el primer entrenador en obtener 400 o más victorias en dos escuelas diferentes. 

### Hubert Davis (2021-presente)
Hubert Davis fue el nuevo entrenador para los Tar Heels. Después de un comienzo de temporada regular con altibajos que incluyó algunas derrotas aplastantes, los Tar Heels de Davis dieron un giro en la última parte del juego de la conferencia de la ACC. Con una victoria por 70-63 contra Louisville el 21 de febrero de 2022, Davis alcanzó 20 victorias en su primera temporada como entrenador en jefe. Los Tar Heels obtuvieron un octavo puesto en el torneo de la NCAA y derrotaron al puesto número uno de la Región Este, Baylor, en la segunda ronda, a pesar de la expulsión del delantero estrella Brady Manek luego de una falta flagrante. Los Tar Heels derrotaron a UCLA en Sweet Sixteen y Saint Peter's en Elite Eight para ganarse un viaje a la Final Four de 2022 en Nueva Orleans. 
En una revancha del final de la temporada regular contra Duke, los Tar Heels derrotaron a Duke 81–77 en la semifinal nacional en el último partido de Mike Krzyzewski como entrenador en jefe. Los Tar Heels se enfrentaron a los Kansas Jayhawks en el juego del Campeonato Nacional, durante lo cual no pudieron capitalizar una ventaja de dos dígitos en el medio tiempo y fueron derrotados por un marcador final de 72-69. En 2022-23 el equipo fue el número uno de la pretemporada la temporada siguiente, pero nunca pudo encontrar mucha consistencia y terminó con un récord decepcionante de 20-13 y rechazó una oferta de NIT. Fue terible. Después de que Caleb Love y otros decidieran transferirse. Davis recurrió al portal de transferencias para mejorar la suerte del equipo. Consiguieron a Harrison Ingram de la Universidad de Stanford y a Cormac Ryan, un estudiante transferido de posgrado de la Universidad de Notre Dame, y también consiguieron a Elliot Cadeau, quien era considerado el mejor armador de la generación de 2024. Los cambios en el personal definitivamente ayudaron ya que los Tar Heels terminaron la temporada regular 25-6 y encabezaron la clasificación de la ACC con 17-3 para su título número 33 de la conferencia en la historia de la escuela. UNC perdió en el "Sweet Sixteen" contra Alabama en el torneo nacional. 

### El estilo Carolina
Dean Smith era ampliamente conocido por su idea de "The Carolina Way", en la que desafiaba a sus jugadores a "jugar duro, jugar inteligentemente, jugar juntos".  "The Carolina Way" es una idea de excelencia tanto en el aula como en la cancha. En el libro del entrenador Smith The Carolina Way, el exjugador Scott Williams dijo, respecto a Dean Smith: "Ganar es muy importante en Carolina y había mucha presión para ganar, pero al entrenador le importaba más que recibiéramos una educación sólida y nos convirtiéramos en buenos ciudadanos que lo que hizo para ganar". 
| Year | Tar Heel        | As a        | Country        |
| ---- | --------------- | ----------- | -------------- |
| 1964 | Larry Brown     | Player      | Estados Unidos |
| 1968 | Charles Scott   | Player      | Estados Unidos |
| 1972 | Bobby Jones     | Player      | Estados Unidos |
| 1976 | Walter Davis    | Player      | Estados Unidos |
| 1976 | Phil Ford       | Player      | Estados Unidos |
| 1976 | Bill Guthridge  | Asst. Coach | Estados Unidos |
| 1976 | Mitch Kupchak   | Player      | Estados Unidos |
| 1976 | Tommy LaGarde   | Player      | Estados Unidos |
| 1976 | Dean Smith      | Head Coach  | Estados Unidos |
| 1980 | Al Wood         | Player      | Estados Unidos |
| 1984 | Michael Jordan  | Player      | Estados Unidos |
| 1984 | Sam Perkins     | Player      | Estados Unidos |
| 1988 | J.R. Reid       | Player      | Estados Unidos |
| 1992 | Michael Jordan  | Player      | Estados Unidos |
| 1992 | Henrik Rödl     | Player      | Alemania       |
| 2000 | Vince Carter    | Player      | Estados Unidos |
| 2000 | Larry Brown     | Asst. Coach | Estados Unidos |
| 2004 | Larry Brown     | Head Coach  | Estados Unidos |
| 2004 | Roy Williams    | Asst. Coach | Estados Unidos |
| 2016 | Harrison Barnes | Player      | Estados Unidos |
| 2020 | Henrik Rödl     | Head Coach  | Alemania       |

### Jugadores actuales en la NBA
- Cole Anthony, Orlando Magic [24]
- Harrison Barnes, Sacramento Kings [25]
- Leaky Black, Charlotte Hornets [26]
- Reggie Bullock, Houston Rockets [27]
- Walker Kessler, Utah Jazz [28]
- Cameron Johnson, Brooklyn Nets [29]
- Nassir Little, Phoenix Suns [30]
- Day'Ron Sharpe, Brooklyn Nets [31]
- Pete Nance, Cleveland Cavaliers [32]
- Coby White, Chicago Bulls [33]

## Rivalidades

### Rivalidades tradicionales
| Equipo      | registro UNC | Primera cita | Notas |
| ----------- | ------------ | ------------ | ----- |
| Duke        | 145-117      | 1920         |       |
| NC State    | 166–81       | 1913         |       |
| Wake Forest | 165–69       | 1911         |       |

### Otros programas importantes
| Equipo   | registro UNC | Primera cita | Notas |
| -------- | ------------ | ------------ | ----- |
| UCLA     | 11–3         | 1968         |       |
| Kentucky | 25-18        | 1924         |       |
| Kansas   | 6–6          | 1957         |       |
| Indiana  | 6-10         | 1961         |       |

## Museo del Baloncesto de Carolina
El Museo del Baloncesto de Carolina   está ubicado en el Centro de Atletismo Ernie Williamson y contiene 8000 pies cuadrados (74 322,4 dm²)  Fue construido para reemplazar la antigua sala de recuerdos/el museo viejo del Dean Smith Center.  Cuesta más de 3,4 millones de dólares.  Este museo abrió en enero de 2008.  